# Мировая лига 1991 (волейбол)
2-й розыгрыш Мировой лиги — международного турнира по волейболу среди мужских национальных сборных — прошёл с 17 мая по 27 июля 1991 года с участием 10 команд. Финальный этап был проведён в Милане (Италия). Победителем турнира во второй раз подряд стала сборная Италии.

## Команды-участницы
CEV: Италия, Нидерланды, СССР, Франция;
AVC: Южная Корея, Япония;
NORCECA: Канада, Куба, США;
CSV: Бразилия.

## Система проведения розыгрыша
В интерконтинентальном раунде 10 команд были разбиты на две группы. В группах соревнования проходили по системе с разъездами в два круга спаренными матчами. По две лучшие команды из групп вышли в финальный раунд.
В финальном раунде команды по системе плей-офф определили призёров турнира.

## Интерконтинентальный раунд

### Группа А
| М | Команда    | 1               | 2               | 3               | 4               | 5               | И  | В  | П  | С/П   | О  |
| - | ---------- | --------------- | --------------- | --------------- | --------------- | --------------- | -- | -- | -- | ----- | -- |
| 1 | Куба       |                 | 3:0 3:0 3:1 1:3 | 3:1 3:2 3:0 3:1 | 3:1 3:1 3:0 3:2 | 3:0 3:0 3:1 3:0 | 16 | 15 | 1  | 46:13 | 31 |
| 2 | Нидерланды | 0:3 0:3 1:3 3:1 |                 | 3:2 3:0 3:1 2:3 | 3:0 3:0         | 3:1 3:2 3:1 3:0 | 16 | 12 | 4  | 39:20 | 28 |
| 3 | Бразилия   | 1:3 2:3 0:3 1:3 | 2:3 0:3 1:3 3:2 |                 | 3:1 3:1 3:0 3:1 | 1:3 3:1 3:1 3:1 | 16 | 8  | 8  | 32:32 | 24 |
| 4 | Франция    | 1:3 1:3 0:3 2:3 | 0:3 0:3         | 1:3 1:3 0:3 1:3 |                 | 3:0 3:2 3:1 2:3 | 16 | 3  | 13 | 18:42 | 19 |
| 5 | Канада     | 0:3 0:3 1:3 0:3 | 1:3 2:3 1:3 0:3 | 3:1 1:3 1:3 1:3 | 0:3 2:3 1:3 3:2 |                 | 16 | 2  | 14 | 17:45 | 18 |

Куба — Нидерланды 3:0 (15:9, 15:10, 15:12); 3:0 (15:8, 15:3, 15:10).
Франция — Канада 3:0 (16:14, 15:9, 15:11); 3:2 (12:15, 11:15, 15:10, 15:8, 15:12).
Бразилия — Куба 1:3 (11:15, 3:15, 15:9, 9:15); 2:3 (15:6, 10:15, 17:16, 14:16, 16:18).
Канада — Франция 1:3 (8:15, 14:16, 15:10, 9:15); 3:2 (15:12, 7:15, 15:11, 11:15, 15:13).
Франция — Бразилия 1:3 (10:15, 1:15, 15:7, 9:15); 1:3 (7:15, 15:10, 7:15, 12:15).
Канада — Нидерланды 1:3 (8:15, 15:13, 12:15, 8:15); 2:3 (5:15, 15:9, 17:16, 6:15, 16:18).
Куба — Бразилия 3:0 (16:14, 15:8, 15:4); 3:1 (15:11, 10:15, 15:9, 15:13).
Нидерланды — Франция 3:0 (15:10, 15:3, 15:10); 3:0 (15:4, 15:8, 15:2).
Куба — Канада 3:0 (15:6, 15:13, 15:13); 3:0 (15:6, 15:11, 15:8).
Бразилия — Нидерланды 2:3 (16:14, 11:15, 11:15, 15:8, 7:15); 0:3 (10:15, 3:15, 3:15).
Бразилия — Франция 3:0 (15:11, 16:14, 15:9); 3:1 (15:8, 17:15, 9:15, 17:16).
Канада — Куба 1:3 (16:18, 15:13, 4:15, 7:15); 0:3 (13:15, 11:15, 3:15).
Нидерланды — Канада 3:1 (15:12, 10:15, 15:8, 15:5); 3:0 (15:3, 15:8, 15:6).
Франция — Куба 1:3 (5:15, 15:12, 9:15, 2:15); 1:3 (5:15, 8:15, 15:12, 5:15).
Канада — Бразилия 3:1 (15:11, 15:11, 11:15, 15:6); 1:3 (15:11, 8:15, 15:17, 16618).
Франция — Нидерланды 0:3 (13:15, 5:15, 9:15); 0:3 (13:15, 5:15, 9:15).
Нидерланды — Куба 1:3 (8:15, 15:13, 9:15, 7:15); 3:1 (15:13, 7:15, 15:10, 17:15).
Бразилия — Канада 3:1 (15:6, 5:15, 15:9, 15:13); 3:1 (15:6, 9:15, 15:7, 15:11).
Куба — Франция 3:0 (15:13, 15:12, 17:15); 3:2 (15:10, 9:15, 15:6, 12:15, 15:11).
Нидерланды — Бразилия 3:1 (11:15, 15:6, 15:10, 16:14); 2:3 (15:11, 10:15, 10:15, 15:7, 1015).

### Группа В
| М | Команда     | 1               | 2               | 3               | 4               | 5               | И  | В  | П  | С/П   | О  |
| - | ----------- | --------------- | --------------- | --------------- | --------------- | --------------- | -- | -- | -- | ----- | -- |
| 1 | Италия      |                 | 2:3 3:2 3:2 3:1 | 3:0 2:3 3:0 3:0 | 3:0 3:0 3:2 3:0 | 3:0 3:0 3:0 3:1 | 16 | 14 | 2  | 46:14 | 30 |
| 2 | СССР        | 3:2 2:3 2:3 1:3 |                 | 3:0 3:1 3:2 2:3 | 3:0 3:0 3:1 1:3 | 3:1 3:0 3:2 3:0 | 16 | 11 | 5  | 41:24 | 27 |
| 3 | США         | 0:3 3:2 0:3 0:3 | 0:3 1:3 2:3 3:2 |                 | 3:1 3:2 1:3 1:3 | 1:3 3:0 0:3 3:1 | 16 | 6  | 10 | 24:38 | 22 |
| 4 | Япония      | 0:3 0:3 2:3 0:3 | 0:3 0:3 1:3 3:1 | 1:3 2:3 3:1 3:1 |                 | 3:2 3:0 0:3 1:3 | 16 | 5  | 11 | 22:38 | 21 |
| 5 | Южная Корея | 0:3 0:3 0:3 1:3 | 1:3 0:3 2:3 0:3 | 3:1 0:3 3:0 1:3 | 2:3 0:3 3:0 3:1 |                 | 16 | 4  | 12 | 19:38 | 20 |

США — Япония 3:1 (15:9, 15:13, 13:15, 15:11); 3:2 (15:12, 16:17, 12:15, 15:13, 15:8).
Южная Корея — СССР 1:3 (10:15, 17:15, 8:15, 8:15); 0:3 (9:15, 6:15, 6:15).
СССР — Италия 3:2 (10:15, 15:11, 15:11, 3:15, 15:10); 2:3 (1:15, 9:15, 15:12, 15:13, 9:15).
Япония — Южная Корея 3:2 (11:15, 15:9, 15:4, 11:15, 16:14); 3:0 (15:9, 15:12, 15:8).
СССР — Япония 3:0 (15:9, 15:5, 15:12); 3:0 (15:9, 15:8, 15:10).
США — Италия 0:3 (13:15, 11:15, 15:17); 3:2 (3:15, 15:11, 15:10, 3:15, 15:10).
Италия — Япония 3:0 (15:6, 15:7, 15:8); 3:0 (15:6, 15:11, 15:7).
США — Южная Корея 1:3 (10:15, 13:15, 15:13, 7:15); 3:0 (15:3, 15:7, 15:11).
Италия — Южная Корея 3:0 (15:13, 15:3, 15:7); 3:0 (15:12, 15:9, 15:11).
СССР — США 3:0 (15:10, 15:4, 15:5); 3:1 (15:1, 15:10, 13:15, 15:6).
Италия — США 3:0 (15:7, 15:9, 15:10); 3:0 (17:15, 15:9, 15:10).
Япония — СССР 1:3 (15:12, 8:15, 7:15, 3:15); 3:1 (15:11, 6:15, 15:12, 16:14).
Италия — СССР 3:2 (15:6, 15:12, 3:15, 7:15, 15:13); 3:1 (14:16, 15:11, 15:3, 15:7).
Южная Корея — Япония 3:0 (15:9, 15:12, 15:10); 3:1 (15:10, 15:11, 3:15, 15:6).
СССР — Южная Корея 3:2 (14:16, 10:15, 15:4, 15:6, 15:13); 3:0 (15:12, 15:13, 15:10).
Япония — США 3:1 (15:8, 6:15, 16:14, 15:9); 3:1 (15:8, 7:15, 15:4, 15:12).
Япония — Италия 2:3 (15:9, 17:15, 2:15, 12:15, 10:15); 0:3 (12:15, 5:15, 13:15).
Южная Корея — США 3:0 (15:9, 15:13, 15:11); 1:3 (15:12, 9:15, 15:3, 15:11).
США — СССР 2:3 (13:15, 10:15, 15:2, 15:9, 13:15); 3:2 (8:15, 14:16, 15:4, 15:12, 16:14).
Южная Корея — Италия 0:3 (13:15, 11:15, 8:15); 1:3 (8:15, 15:9, 8:15, 10:15).

## Финальный раунд
26—27 июля.  Милан.

### Полуфинал
26 июля
Италия — Нидерланды 3:2 (12:15, 10:15, 16:14, 15:5, 15:7)
Куба — СССР 3:2 (15:8, 10:15, 15:11, 12:15, 15:12)

### Матч за 3-е место
27 июля
СССР — Нидерланды 3:1 (15:12, 10:15, 15:13, 15:8).

### Финал
27 июля
Италия — Куба 3:0 (16:14, 15:12, 15:13).

## Итоги

### Положение команд
| Италия            |
| Куба              |
| СССР              |
| 4. Нидерланды     |
| 5—6. Бразилия     |
| 5—6. США          |
| 7—8. Япония       |
| 7—8. Франция      |
| 9—10. Южная Корея |
| 9—10. Канада      |

### Призёры
Италия: Андреа Гардини, Марко Мартинелли, Стефано Маргутти, Фердинандо Де Джорджи, Паоло Тофоли, Роберто Маскьярелли, Андреа Анастази, Лоренцо Бернарди, Лука Кантагалли, Андреа Дзордзи, Андреа Луккетта, Андреа Джани, Симоне Джаццоли, Микеле Пазинато, Лиано Петрелли, Франческо Ломбарди, Рикардо Галлиа, Клаудио Галли, Паскуале Гравина. Главный тренер — Хулио Веласко.
  Куба: Хосе Альварес, Николас Альфонсо, Ласаро Бельтран, Фредди Брукс, Идальберто Вальдес, Рикардо Вантес, Умберто Велис, Жоэль Деспайн, Рауль Диаго, Феликс Милан, Родольфо Санчес, Абель Сармьентос, Иосвани Эрнандес. Главный тренер — Орландо Самуэльс Блэквуд.
  СССР: Евгений Красильников, Юрий Сапега, Дмитрий Фомин, Руслан Олихвер, Олег Шатунов, Константин Ушаков, Юрий Чередник, Андрей Кузнецов, Александр Шадчин, Игорь Рунов, Юрий Коровянский, Сергей Горбунов, Юрий Филиппов, Игорь Попов, Руслан Чигрин. Главный тренер — Вячеслав Платонов.

### Индивидуальные призы
MVP:  Андреа Дзордзи
Лучший нападающий:  Рон Звервер
Лучший блокирующий:  Мартин ван дер Хорст
Лучший на подаче:  Рон Звервер
Лучший на приёме:  Скотт Форчун
Лучший в защите:  Скотт Форчун